# Bhumi Pednekar
Bhumi Pednekar (hindi : भूमि पेडनेकर), née le 18 juillet 1989 à Bombay (Maharashtra, en Inde), est une actrice indienne.

## Biographie
Bhumi Pednekar naît à Bombay (aujourd'hui Mumbai) le 18 juillet 1989,. Elle est d'origine marathi et haryani : son père, Satish, est un ancien ministre de l'Intérieur et du Travail du Maharashtra et sa mère, Sumitra, a travaillé comme activiste anti-tabac après la mort de son mari d'un cancer de la bouche,. Elle fait sa scolarité à Arya Vidya Mandir à Juhu. À l'âge de 15 ans, ses parents contractent un prêt d'études pour qu'elle étudie le théâtre à Whistling Woods International (en) de Mumbai, mais elle est expulsée en raison d'une faible fréquentation des cours. Un an et demi plus tard, elle rejoint Yash Raj Films en tant qu'assistante réalisatrice et rembourse le prêt. Elle y travaille pendant six ans,.

### Débuts (2015-2018)

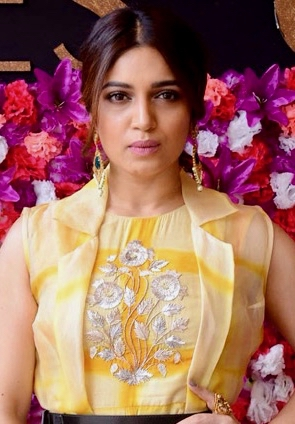
Bhumi Pednekar en 2017

Bhumi Pednekar fait ses débuts en 2015 dans le cinéma avec la comédie romantique Dum Laga Ke Haisha du réalisateur Sharat Katariya (en). Opposée à l’acteur Ayushmann Khurrana, elle joue le rôle de Sandhya, une femme en surpoids qui se marie avec le personnage de Khurrana. Pendant sa préparation au rôle, Bhumi Pednekar gagne près de 12 kg, malgré son léger surpoids avant le début du film,. Après le film, elle commence à perdre du poids et partage sa méthode sur ses réseaux sociaux. Elle perd un poids conséquent avant le lancement du film. Le film devient un sleeper hit et Bhumi Pednekar gagne le Filmfare Award du meilleur espoir féminin,.
Cette même année, Burma Pednekar apparaît dans la mini web-serie Man's World de Y-Films (en), série en quatre partie dédiée à l'inégalité de genre initialement lancée sur YouTube,. Après une absence d’un an des écrans, elle apparaît en 2017 dans le film social Toilet: Ek Prem Katha (Toilettes : Une histoire d’amour) aux côtés d'Akshay Kumar, qui raconte l'histoire d’une jeune femme de l’Inde rurale qui se bat pour l'éradication de la défécation en plein air. Malgré le fait qu’il n’ait pas aimé le film, Saibal Chatterjee de NDTV félicite Bhuma Pednakar pour avoir créé le catalyseur d’une mini révolution sociale. Avec un montant brut mondial de plus de 3 milliards de ₹ (42 millions de dollars), il est devenu l'un des films indiens les plus rentables de tous les temps,.
En 2017, elle connaît à nouveau le succès avec le film Shubh Mangal Saavdhan (Méfiez-vous du mariage), une satire sur la dysfonction érectile, dans lequel elle joue à nouveau avec Ayushmann Khurrana. Le film a gagné plus de 790 millions de roupies (11 millions de dollars) pour un budget publicitaire de 250 millions de roupies (3,5 millions de dollars) censé lui assurer le succès commercial. Ces gains ont valu à Bhumi Pednekar une nomination pour le prix Filmfare Award de la meilleure actrice,.
En 2018, elle fait une seule apparition à l'écran dans un des quatre épisodes du film à sketches Lust Stories (en) (Histoires de luxure) de Zoya Akhtar diffusé sur Netflix, dans lequel elle joue une femme de chambre qui connaît une liaison avec son employeur. Dans un article pour NDTV, Raja Sen considère cet épisode comme le meilleur parmi les quatre, et y trouve Bhumi Pednekar « terriblement bien ».

### 2019 à 2021

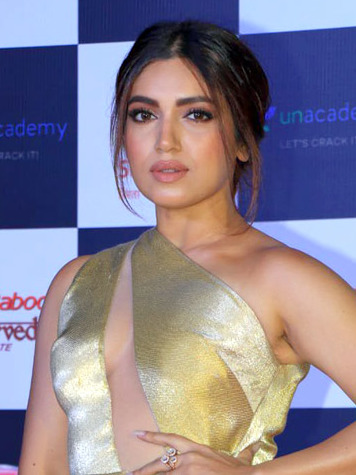
Bhumi Pednekar aux Screen Awards en 2019

En 2019, elle tient le rôle principal du drame policier Sonchiriya (en) (L'Oiseau d'or ) réalisé par Abhishek Chaubey. Elle y joue une jeune femme au foyer en fuite dans la campagne de Chambal, aux côtés des acteurs masculins Sushant Singh Rajput et Manoj Bajpayee. Pendant la préparation du film, elle suit deux mois et demi d'entraînement physique pour adopter le maniérisme et la démarche de son personnage ; elle apprend également l’usage d'une arme à feu.
La même année, elle joue le rôle de la tireuse d'élite septuagénaire Chandro Tomar (en) dans le film biographique Saand Ki Aankh (L'œil du Taureau) réalisé par Tushar Hiranandani (en), aux côtés de Taapsee Pannu qui joue le rôle de sa belle-sœur Prakashi Tomar (en), elle aussi tireuse d’élite. Lors de la préparation du film, les deux actrices passent du temps avec les deux femmes, sujets du biopic, et s’entraînent au tir avec arme à feu. Pendant le tournage, Bhumi Pednekar souffre d'allergies cutanées à cause de la chaleur et du port d’un maquillage prosthétique. Udita Jhunjunwala, journaliste de Mint écrit : « Pannu et Pednekar sont merveilleuses et courageuses et embrassent leurs personnages même si leur langage corporel et leur posture sont variables ». Les deux actrices ont reçu conjointement pour ce film le Screen Award et le Filmfare Critics Award de la meilleure actrice,.

## Filmographie

### Cinéma
- 2016 : Dum Laga Ke Haisha de Sharat Katariya : Sandhya
- 2017 : Toilet - Ek Prem Katha (en) de Shree Narayan Singh : Jaya
- 2017 : Shubh Mangal Saavdhan de R.S. Prasanna : Sugandha Joshi
- 2018 : Lust Stories (en) de Zoya Akhtar : Sudha (un épisode sur les quatre)
- 2019 : Saand Ki Aankh de Tushar Hiranandani : Chandro Tomar (en)
- 2019 : Sonchiriya (en) de Abhishek Chaubey : Indumati Tomar
- 2019 : Bala (en) : Latika Trivedi
- 2019 : Pati Patni Aur Woh (en) : Vedika Tripathi
- 2020 : Shubh Mangal Zyada Saavdhan : Devika
- 2020 : Bhoot – Part One: The Haunted Ship (en) : Sapna
- 2020 : Dolly Kitty Aur Woh Chamakte Sitare (en) : Kajal "Kitty"
- 2020 : Durgamati (en) : IAS Chanchal Singh Chauhan

## Récompenses et distinctions
| Année | Film                                     | Récompense                               | Catégorie                                                          | Résultat   | Réf.   |
| ----- | ---------------------------------------- | ---------------------------------------- | ------------------------------------------------------------------ | ---------- | ------ |
| 2016  | Dum Laga Ke Haisha                       | Filmfare Awards                          | Meilleur espoir féminin                                            | Lauréat    | [ 30 ] |
| 2016  | Dum Laga Ke Haisha                       | Producers Guild Film Awards (en)         | Meilleur espoir féminin (en)                                       | Lauréat    |        |
| 2016  | Dum Laga Ke Haisha                       | Screen Awards                            | Meilleur espoir féminin                                            | Lauréat    |        |
| 2016  | Dum Laga Ke Haisha                       | Zee Cine Awards                          | Meilleur espoir féminin (en)                                       | Lauréat    |        |
| 2016  | Dum Laga Ke Haisha                       | Stardust Awards                          | Superstar féminine de Demain (en)                                  | Lauréat    |        |
| 2016  | Dum Laga Ke Haisha                       | Big Star Entertainment Awards (en)       | Actrice la plus divertissante dans un rôle social                  | Lauréat    |        |
| 2016  | Dum Laga Ke Haisha                       | International Indian Film Academy Awards | Meilleur espoir féminin (en)                                       | Lauréat    |        |
| 2017  | Toilet: Ek Prem Katha                    | Zee Cine Awards                          | Best Actor – Female (Viewer's Choice)                              | Nomination | [ 31 ] |
| 2017  | Toilet: Ek Prem Katha                    | Zee Cine Awards                          | Best Actor – Female (Jury's Choice)                                | Nomination | [ 31 ] |
| 2017  | Shubh Mangal Saavdhan                    | Screen Awards                            | Best Actor – Female (Popular)                                      | Nomination |        |
| 2017  | Shubh Mangal Saavdhan                    | Filmfare Awards                          | Best Actress                                                       | Nomination | [ 32 ] |
| 2017  | Shubh Mangal Saavdhan                    | News18 Reel Movie Awards                 | Best Actress                                                       | Nomination | [ 33 ] |
| 2017  | Shubh Mangal Saavdhan                    | International Indian Film Academy Awards | Best Actress                                                       | Nomination | [ 34 ] |
| 2020  | Saand Ki Aankh                           | Filmfare Awards                          | Critics Award for Best Actress (shared with co-star Taapsee Pannu) | Lauréat    | [ 35 ] |
| 2020  | Saand Ki Aankh                           | Screen Awards                            | Critics Award for Best Actress (shared with co-star Taapsee Pannu) | Lauréat    | [ 36 ] |
| 2020  | Saand Ki Aankh                           | Zee Cine Awards                          | Best Actress (Jury's Choice)                                       | Nomination | [ 37 ] |
| 2020  | Bala (en)                                | Zee Cine Awards                          | Best Supporting Actress                                            | Lauréat    | [ 37 ] |
| 2020  | Sonchiriya (en)                          | Filmfare Awards                          | Critics Award for Best Actress                                     | Nomination |        |
| 2021  | Dolly Kitty Aur Woh Chamakte Sitare (en) | Filmfare Awards                          | Critics Award for Best Actress                                     | Nomination | [ 38 ] |